# Геленув-Трембський
Геленув-Трембський (пол. Helenów Trębski) — село в Польщі, у гміні Щавін-Косьцельни Ґостинінського повіту Мазовецького воєводства.
Населення — 96 осіб (2011).
У 1975-1998 роках село належало до Плоцького воєводства.

## Демографія
Демографічна структура станом на 31 березня 2011 року:
|          | Загалом | Допрацездатний вік | Працездатний вік | Постпрацездатний вік |
| -------- | ------- | ------------------ | ---------------- | -------------------- |
| Чоловіки | 57      | 13                 | 39               | 5                    |
| Жінки    | 39      | 8                  | 19               | 12                   |
| Разом    | 96      | 21                 | 58               | 17                   |